# フレイトライナー・トラックス
フレイトライナー・トラックス（英: Freightliner Trucks）は、アメリカ合衆国の大型トラックのブランド。北米での商用車部門の売り上げ、シェア共に第一位である。1929年、オレゴン州に本拠を置く運送会社コンソリデイテッド・フリートウェイズ（Consolidated Freightways）のトラック製造部門として設立され、1942年にフレイトライナー・コーポレーション（Freightliner Corporation）に社名を変更している。1981年、ダイムラーに買収されており、現在はウェスタン・スター・トラックス、デトロイト・ディーゼル、トーマス・ビルト・バシーズと共にダイムラー・トラック子会社であるダイムラー・トラックス・ノース・アメリカ（Daimler Trucks North America）の傘下にある。なお一部では「フリートライナー」とも表記される。
本社は創設地であるオレゴン州、ポートランドに構え、ノースカロライナ州、クリーブランドとマウント・ホーリー、メキシコのメヒコ州、サンティアゴ・ティアンギステンコとコアウイラ州、サルティーヨ工場での製造が行われている。

## 歴史

### 創業期（1930年代）

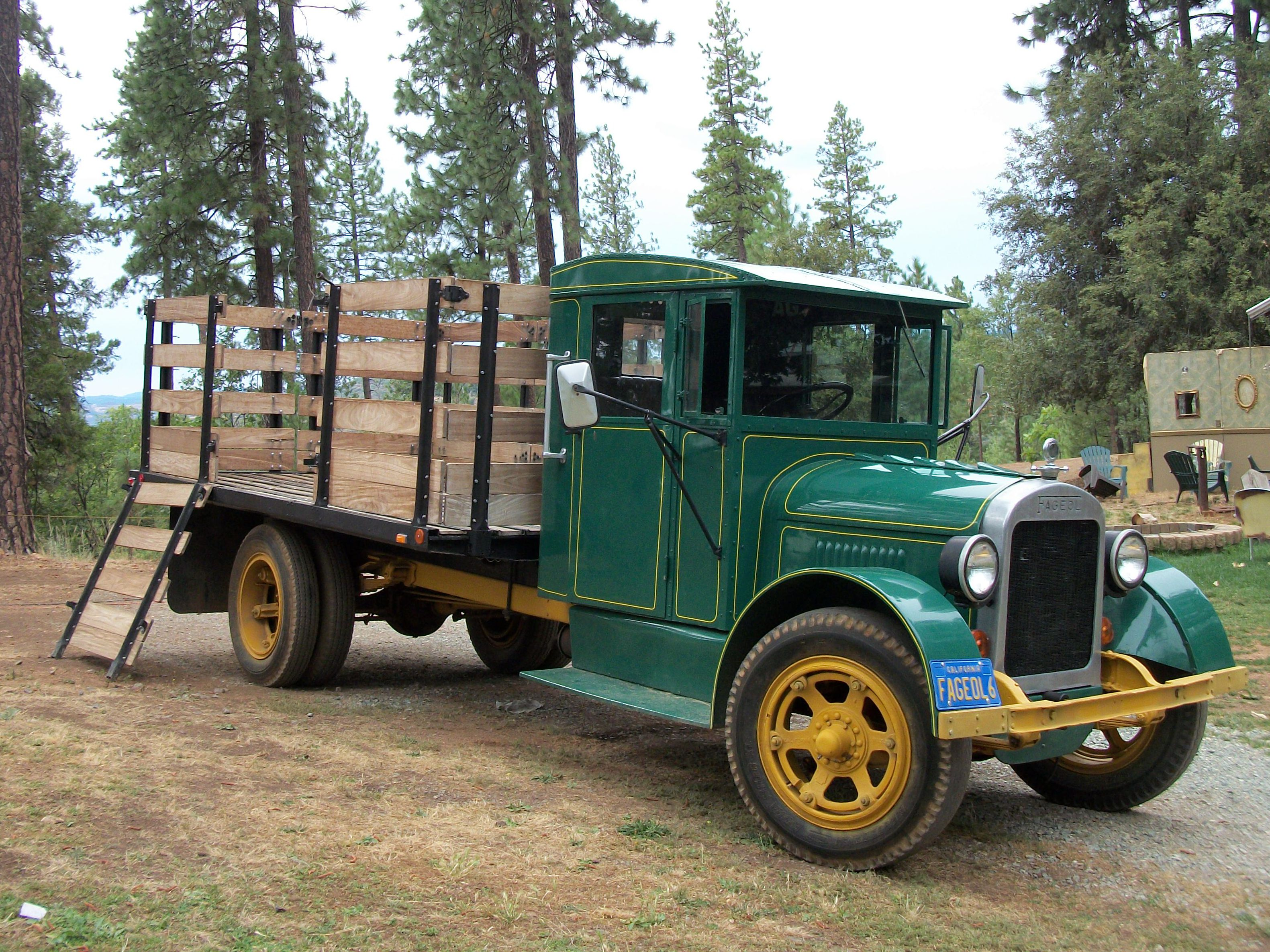
1932年製、ファジェオル フラットベッド

1929年、オレゴン州ポートランドで運送会社、コンソリデイテッド・フリートウェイズ（CF）社として創立し、社長であったリーランド・ジェームスは、自社で使用するためのセミトラクター設計製造部門を立ち上げ、開発を開始している。それまで使用していたトラックはメーカーから購入した鋼鉄製の車両であり、これらのコンポーネントを軽量なアルミ合金に置き換えることで軽量化が図れるのではないのかと感じていた。そこで、このアイデアをメーカーに提案した所、懐疑と抵抗に遭い、各社共この計画を試そうとはしなかった。そこで、ジェームスは自らエンジニアを雇用し、アルミ合金を使用した自社用新型車の設計と開発を自社の整備工場で開始している。開発当初はファジェオル・モータース社製のトラックを基に改造する所から始まっており、それまでボンネット型が主流であったキャビンをフロントアクスル（前車軸）上に配置（キャブオーバー）することで法に準拠した形でトレーラー長を延長させることができ、軽量化したことで最大積載量の増加、ボンネット型とエンジンは同出力でありながらも山岳地帯の登坂性能を向上させることに成功している。軽量化と耐久性、扱いやすさを中心に設計された車両は業界内で注目を集め、評価されている。

### 1940年 - 1950年代
1940年、ジェームスはユタ州、ソルトレイクシティに車両製造会社フリートウェイズ・マニュファクチャリング・カンパニー（Freightways Manufacturing Company）を設立。1942年に社名をフレイトライナー・コーポレーション（Freightliner Corporation）に変更。この年、オールアルミ製のキャブを搭載した業界初の商用車であるモデル600を販売。この車両がヒットしたことで直ぐに北米での主要大型貨物自動車メーカーの一員となっている。その後、第二次世界大戦の開戦により、アルミニウムと人員不足から船舶と航空機部品を製造する軍需産業に転換させられている。
1947年ポートランドの新工場においてトラックの製造を再開。1950年、トレーラーを牽引するためのB-42 トラクター（イースタン・フレイトライナー）を発売。35ftのトレーラーを牽引できる大陸横断型トラクターであり、運転席後部に寝台を備えた初めてのトラクターであった。
運送会社の子会社であったため、増産への対応と物流網の構築や強化が容易であり、また同時にコストの削減も達成されている。1951年、オハイオ州クリーブランドの商用車メーカーホワイト・モーター・カンパニーとトラック販売に関する契約を締結。ホワイト・モーターは当時、アメリカ最大のトラックメーカーであった内の一社であり、両者共同のブランド「ホワイトフレイトライナー」としてフレイトライナー製の車両販売を行っている。
1953年、長距離輸送向けのトラクター、モデルWF64が発売された。B-42では運手席後方に寝台を配置したが、WF64型では後方の寝台部分を無くし、代わりに運転席上部に配置したことで、従来型よりも更にキャブの全長を短くすることに成功している。ガソリン、ディーゼル、液化プロパンの3種類の燃料設定など革新的な車両であった。
1954年、4輪駆動トラクター、マウンテニア（Mountaineer）の販売を開始。
1958年にはキャブが前方へ90度傾く機構（キャブチルト）を導入したことでエンジンの整備性が向上している。
この他、顧客のニーズに合わせ製造するフレイトライナーの手法がユーザー間で広まったことで会社は急成長しており、年間生産台数が1950年の116台から1960年は931台に、1970年は6,206台へと急拡大している。

### 1960年代

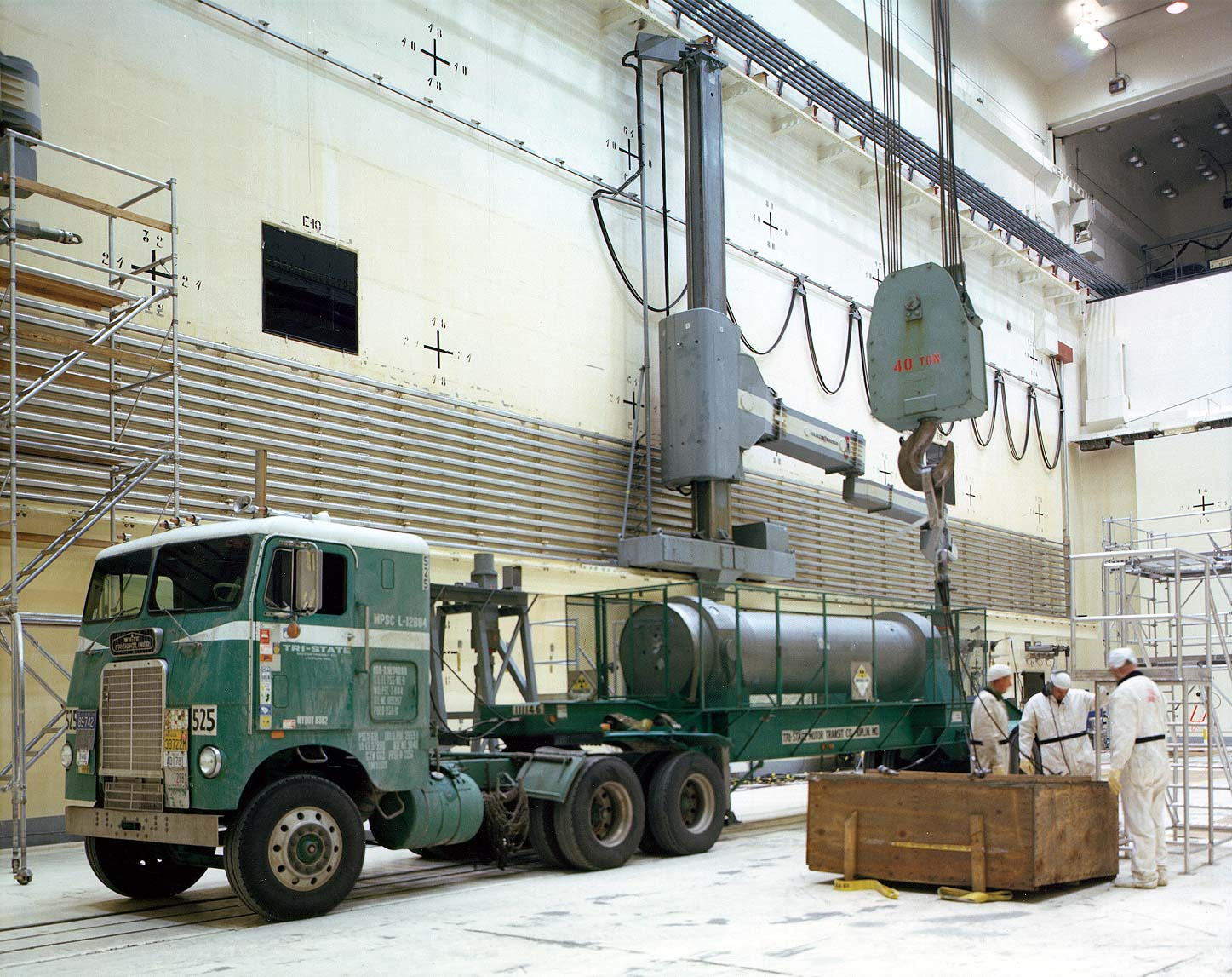
ネバダ州の核ロケット開発ステーションで使用済み核燃料の荷下ろし待ちをするフレイトライナー WFT

カナダに課せられた自動車輸入関税を引き下げるため、フレイトライナーは1961年にブリティッシュコロンビア州、バーナビーにカナダ初となる製造施設を開設している。米国での生産量を増やすため、カリフォルニア州、チノとインディアナ州、インディアナポリスに新工場を設立。1969年にはポートランドに部品製造のため新たな工場が増設されている。
1964年、ハワイのサトウキビ畑で使用するため、全輪駆動トレーラー「WFT5366 AWD Cane Hauler（ケーン・ハウラー）」を特注で製造している。
1965年、ボーイング モデル553、ガスタービンエンジンを搭載したトラクター、ターボライナー（Turboliner）を発売。ディーゼルエンジンを搭載した型より2,400ポンド（約1トン）ほど軽量であった。
1966年、カミンズと協力し、セミトレーラー用の登坂用補助動力台車を開発。この台車を取り付けることで、2倍から3倍程度牽引能力が向上している。なお、台車の出力制御ができないため、ブレーキを使用するとエンジン回転数がアイドルに戻る仕組みであった。

### 1970年代
ホワイト・モーター・カンパニーは1970年代に困窮している。電化製品や農業機械に事業を拡大し、利益を生むことなく資本を消費したことでフレイトライナーとの関係が衰退。1974年に販売契約が終了したことで、フレイトライナーは独立した製造販売業への道を歩み始めている。契約当初、受注の大半がホワイト・モーター経由であったが、一部購入者はこのフランチャイズ制度を通さずに直接フレイトライナーとの契約を交わしている。
同時期、これまで大型のキャブオーバー（COE）を専門としていたフレイトライナーとしては初めてとなるコンベーショナルモデルの発表を行っている。当時のセミトレーラーの構成として、バンパーからテールライトまでの全長が州間高速道路の規制上、55ft未満に制限されており、この理由から市場ではCOE型のシェアは50%を超えていたが、コンベーショナル型の乗降のし易さ、乗り心地の良さ、整備するに辺りエンジンへのアクセスのし易さなどから西部地域では好んで使用されており、1974年以降、フレイトライナーはコンベーショナル型の製造へとシフトしている。
1979年にはノースカロライナ州、マウント・ホリーに新工場が建設され、ガストニアには部品工場が建設されている。また、年間生産台数は順調に増加している。この年は運輸業界や商業車製造業界に関しても重要な年であった。ジミー・カーター大統領が陸運と空運に関する規制緩和法案である「モーター・キャリア・アクト」に署名している。これにより運輸業社を保護する仕組みが撤廃されたことで競争が激化している。

### 1980年代:ダイムラー・ベンツへの売却

#### 運輸部門 Consolidated Freightways
規制緩和以前に創業し繁栄したことで旧来の伝統的な体質であり、それまで組織化されていなかった本業である運輸部門のコンソリデイテッド・フレイトウェイズを統合した所、社内間で意図せず仕事を奪い合う状況が起きていたことが判明しており、1981年5月、同社は製造事業部門とフレイトライナーブランドをダイムラー・ベンツに対し売却し、運輸事業へ資金を集中させている。同時期、チノとインディアナポリス工場を閉鎖している。
フレイトウェイズ社は7四半期連続で損失を計上しており、2002年9月3日に連邦倒産法第11章の申請を行い、レイバー・デーの週末をもって運行を停止し、事業を停止した。2006年4月、ミシガン州にある北米で最大となる多国籍企業である物流会社「XPO ロジスティクス」と最終的に合併したコン-ウェイ（Con-way）社にフレイトウェイズは吸収されている。
1980年、それまで寝台が運転席と分離した構造であったが、閉所恐怖症法案（claustrophobic contortion Act）が立法化したことで運転席と寝台のアクセスが容易になる構造へと変更が行われている。
1982年に署名された新法案「陸上輸送援助法」により、車両総重量と全長に関する規制が緩和され、大型トラックに使用するタイヤに関して新しく物品税が導入されている。また、この新法案により、セミトレーラーの構成に関し、全長制限が無くなった代わりに、トレーラーのみ53ft未満であることが新たに定められている。なお、全長に関しより制限的な規制が州毎に設定されているが、それらの規制は度々法改正が行われている。
1985年にフレイトライナーは、当時メルセデス・ベンツで導入されていたLK型のキャビンを流用した中型ミディアムコンベーショナルシリーズである「FLC112」を発売。これ以降、メルセデス製のキャビンがフレイトライナーのキャビンとして使用される機会が増加している。
1989年、キャビンの懸架装置にエアサスペンションが導入される。ノースカロライナ州、ステイツビルにある路線バスの製造を行っていたMAN傘下のMAN Truck & Busの常設工場を買収。この年、ケンワースの営業責任者であったジェームス・L・ヘベ（James L. Hebe）が入社したことにより、ヘベ主導の元、1990年代はフレイトライナーにとって多忙な時期となり、フレイトライナーは多様化の様相を呈している。

### 1990年代

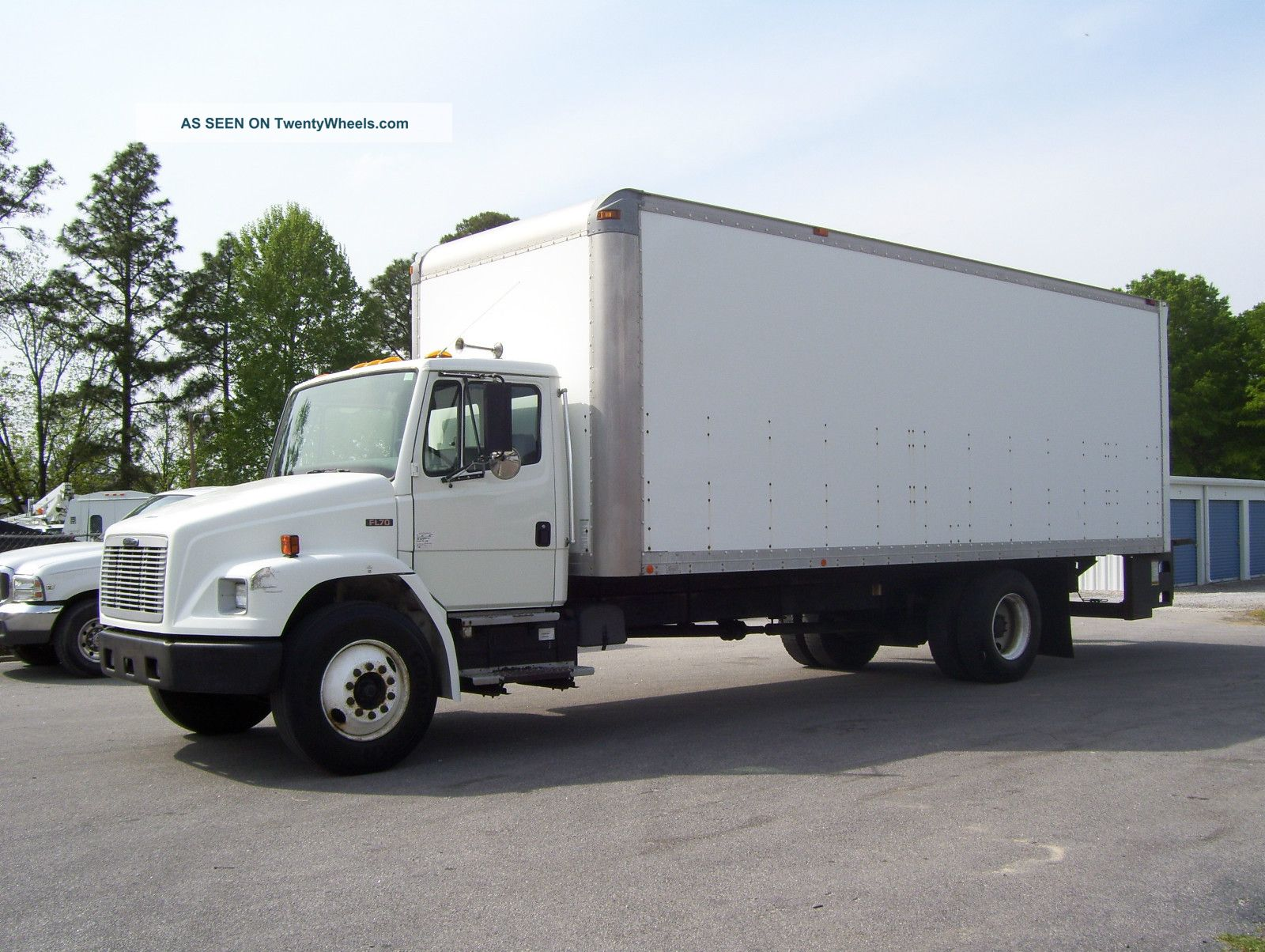
フレイトライナー FL70

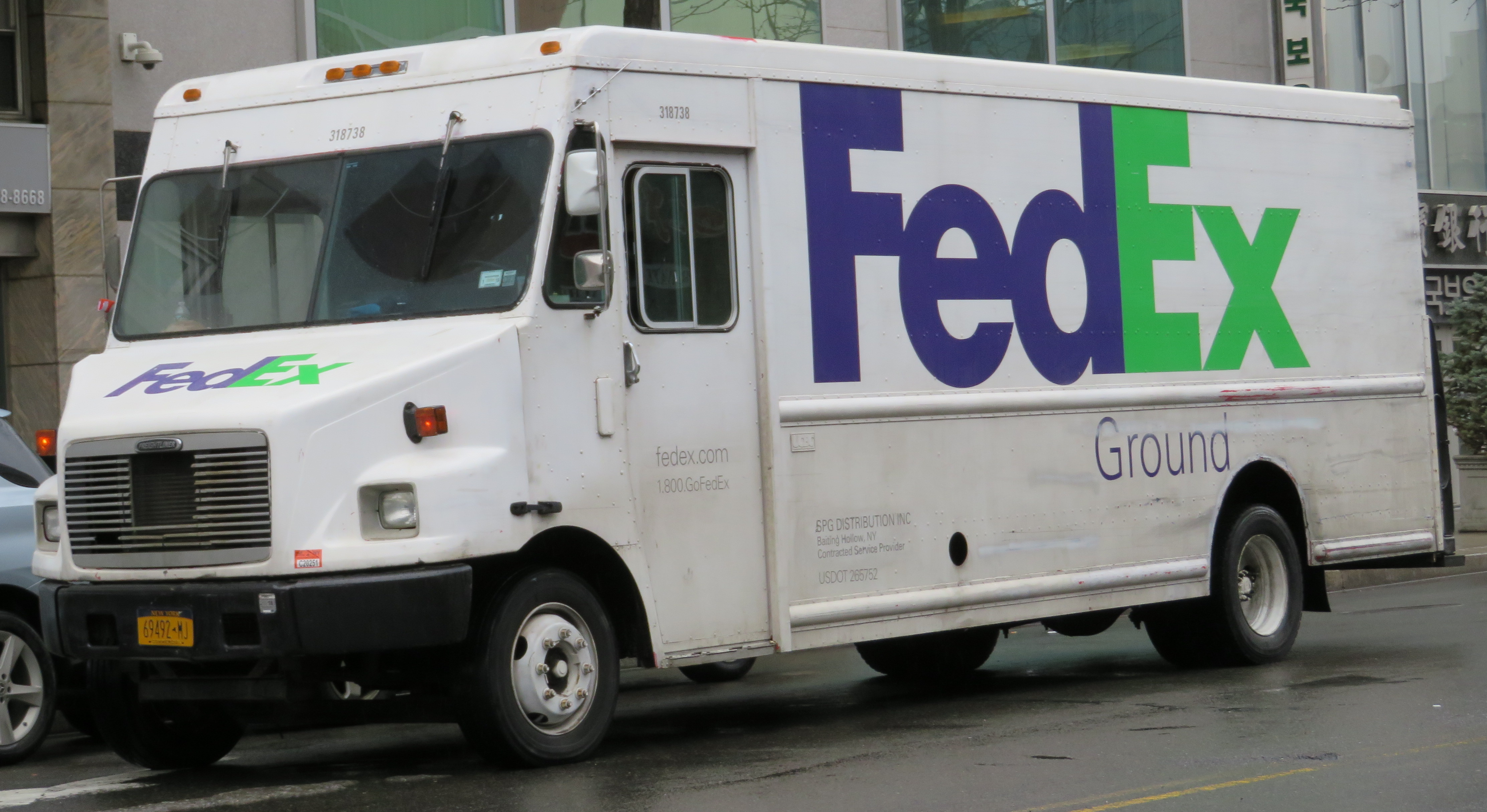
フレイトライナー MTシリーズ フェデックスのウォークスルーバン

1991年、長く続いた販売不振の後、親会社であるダイムラー・ベンツは、メルセデス・ベンツ製中型トラックの北米での販売を終了し、代わりにフレイトライナー・ビジネスクラス（FLシリーズ）として新たにクラス5-7カテゴリーに参入している。FLシリーズは既に製造が行われていたFLC型の小型版であり、メルセデスLKNのキャブを流用したFLC型と数多くのコンポーネントを共有しており、10年以上に渡り中型車市場で成功を収めている。
陸運業界全体の低迷により、フレイトライナー社の財務状況の抜本的な対策が必要となり、現ダイムラー会長であるディーター・ツェッチェがプロジェクトの責任者として派遣される。この結果、バーナビー工場は閉鎖され、カナダ、オンタリオ州のセントトーマスに移設。コスト削減プログラムにより、市場での売り上げが回復した時点で同時に収益も改善している。また、同時期に当時ダイムラー・ベンツが所有していたメキシコ、サンティアゴ・ティアンギステンコ工場での製造が開始されている。この工場はブラジル輸出向けのバスと中型トラック、乗用車の製造を行っている。
1995年にはサウスカロライナ州、ガフニーのオシュコシュ・カスタムシャーシ社とパートナーシップを締結したことで、フレイトライナーのカスタムシャーシとしての採用が行われており、ユナイテッド・パーセル・サービス（UPS）や、用品、清掃、設計など多様なビジネスサービスを提供するシンタス（Cintas）向けのウォークスルーバンの開発と製造を行っている。
1996年、130年に渡り消防車の開発と製造を行ってきたアメリカン・ラフランスを買収。なお、買収時にラフランスは危機的な財務状況にあり、ヘベ主導のもとに買収が行われた。
1998年、ノースカロライナ州、ハイポイントにあるスクールバスの製造を行っていたトーマス・ビルト・バシーズ（Thomas Built Buses）の買収。キャブオーバー（COE）に電気式格納型簡易梯子の採用。

### 2000年 - 現在

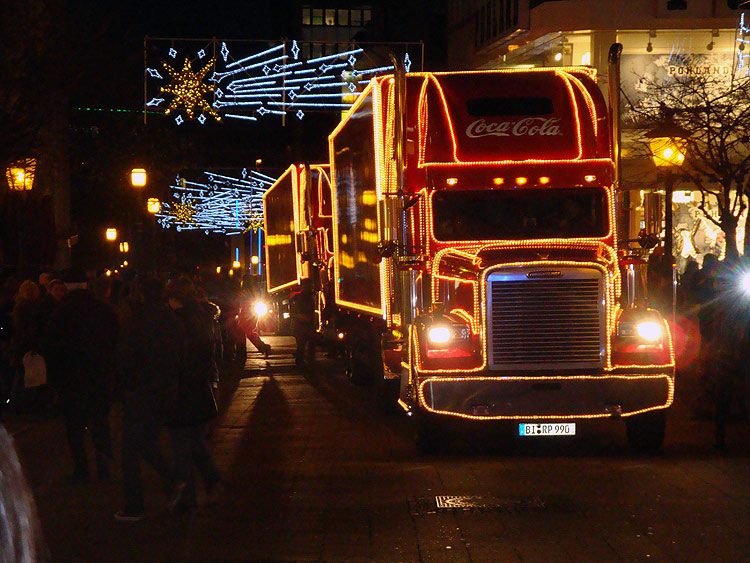
ドイツ、ドレスデンで走行するコカ・コーラ、クリスマスイベントトラック

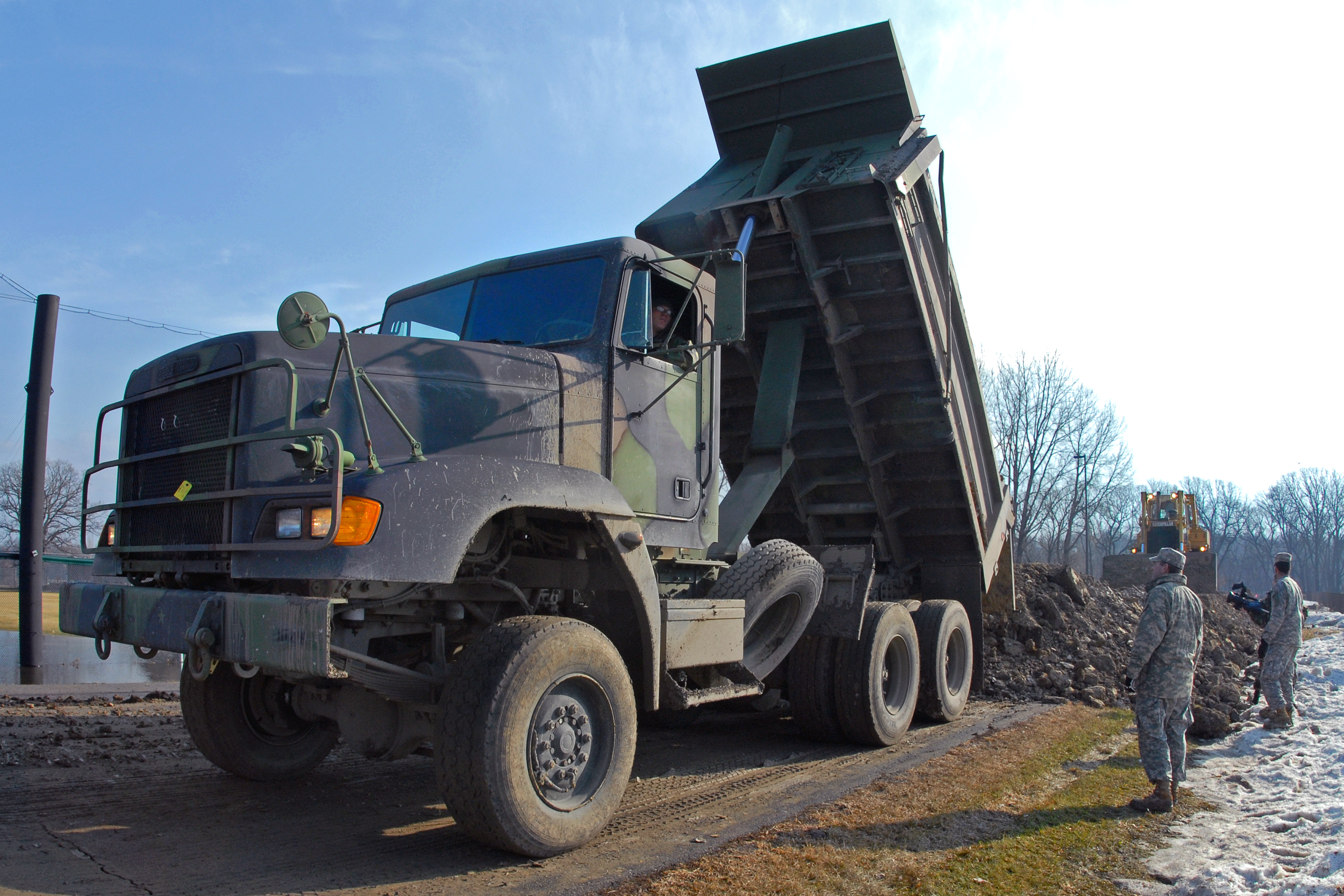
軍用型であるフレイトライナーM917A

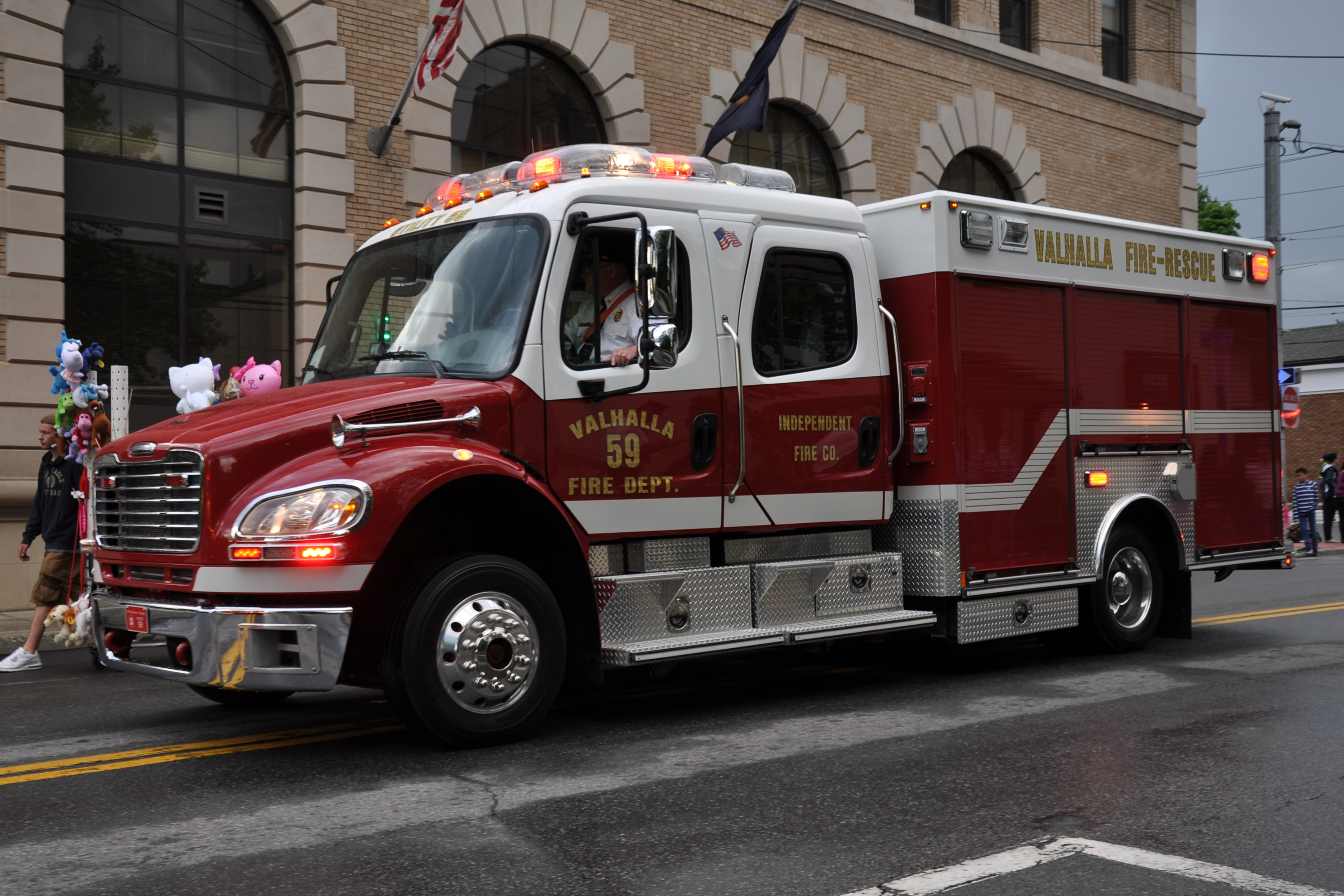
ニューヨーク市消防局ヴァルハラ署のM2シャーシをベースにした消防車

2000年、カナダのホワイト・モーター（White Motor Co.）の後継企業であったウェスタン・スター・トラックスと同社のブリティッシュコロンビア州とサウスカロライナ州の工場を買収。ゼネラルモーターズの子会社であったミシガン州のデトロイトは元レーシングドライバーの事業家、ロジャー・ペンスキーの手腕により経営が上向いており、ダイムラー・クライスラーにとって北米の大型ディーゼル産業への参入地点として非常に魅力的であった。後にダイムラー・クライスラーの別の部門によって買収が行われており、事業は徐々にフレイトライナーへと統合されている。
2001年、ヘベの販売手法に問題があったことにより、会社には販売できなくなった中古トラックが溢れ、この他にも多数の問題を抱えている。また、中核事業である幹線道路（On-highway）向けトラックの販売も不況であった。フレイトライナーの元CFOであったレイナー・シュミュケ（Rainer Schmueckle）がダイムラー・クライスラーから派遣されたことにより再び会社は好転している。この時期、ウェスタン・スターのカナダ、ブリティッシュコロンビア州のケロウナ工場、オンタリオ州、ウッドストックのトーマスビル工場が閉鎖され、ポートランド工場での部品製造も中止されている。
2007年、クラス8のフラグシップモデル、カスカディア（Cascadia）の販売を開始。4月2日、クリーブランド工場の従業員がストライキを宣言。1日のみ決行されたが、全米自動車労働組合がこのストを「非公認である」と宣言したことにより、ワイルドキャット・ストライキ・アクションと看做されたため700名の従業員が解雇されている。しかし、直ぐに大半の復職が認められており、最終的に6名が1週間に渡り解雇状態が続き、5名の復職は見送られ解雇されている。同年、数百万ドルの費用をかけたメキシコの新工場へと移転を開始しており、この工場移転によりポートランド工場の従業員800名を解雇している。しかし、ポートランド工場を完全閉鎖する計画は、2009年9月にポートランド市長であったベン・ウェストルンド（Ben Westlund）の判断により取り下げられた。この結果、軍用向け車両とウェスタン・スターを製造するための稼働が続けられている。この他、2013年にもポートランド工場で230名が解雇されている。
2009年、GPS連動型の自動巡航速度調整機構（オートクルーズ）の採用。現在位置と標高から最適な燃料消費率での巡行が可能となる。マウント・ホーリー工場で天然ガス（LNG）トラックの製造を開始。
2010年、アメリカ合衆国環境保護庁が定めた環境基準である大気浄化法「EPA 2010」に対応するため、選択触媒還元脱硝装置（SCR）の採用。
2012年、全車に統合型リモート診断システムの採用。エンジン故障データを記録し、故障時の診断と推奨事項の伝達を行う。8月8日、デトロイト製DT12シーケンシャルマニュアルトランスミッション（セミAT）の搭載を開始。1月12日には北米最大のトラック工場であり、500名の従業員を擁するクリーブランド工場において、カスカディアの需要が増えたことにより、年末までに第二シフト目的での1,200名の新規雇用計画を発表している。この新規雇用の大半は2009年に中止された第二シフトにより解雇された人々を再雇用することで対応している。また、南アフリカ、オーストラリア、ニュージーランド向け輸出車両の製造にクリーブランド工場生産能力の1/5が向けられている。
2013年、ドライバーウエルネス（健康管理）が業界の重要な関心を集めていたため、カスカディアにエクササイズシステムをオプションとして採用。
2015年、車間距離と車線逸脱を警告するカメラとレーダーセンサーの搭載。サムスンとの共同開発による透明トラック（Transparent Truck）のプロトタイプを制作。トレーラー後方の扉に大型液晶ディスプレイを搭載し、トラックに搭載されたカメラによる前方の映像を提供することで、追い越しする車両に前方の可視性を与え安全性を高めるものである。
2019年、ダイムラーは「電気自動車を採用する取り組みの一環として、内燃機関の開発構想を中止する」と発表した。

## 製品

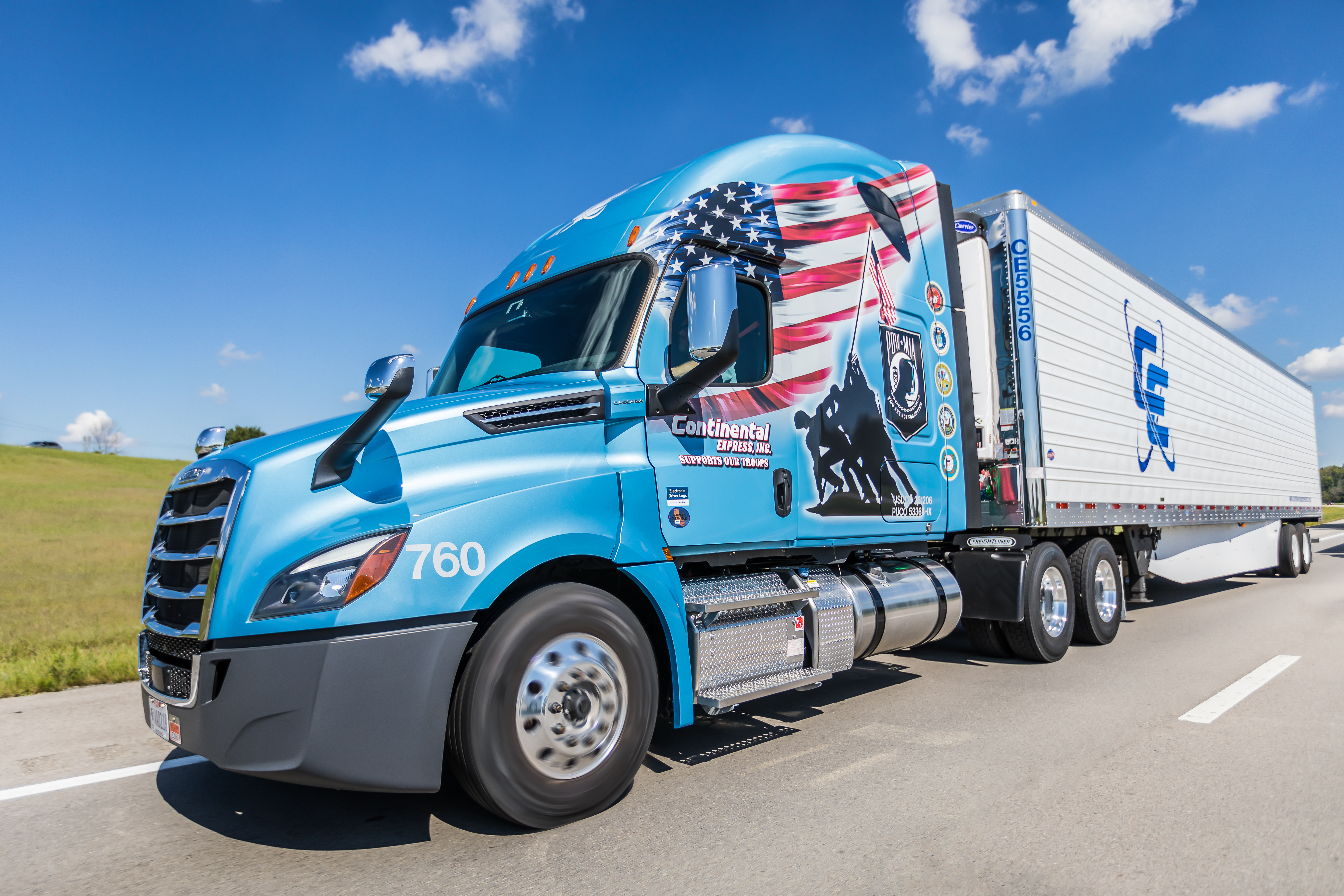
フレイトライナー カスカディア

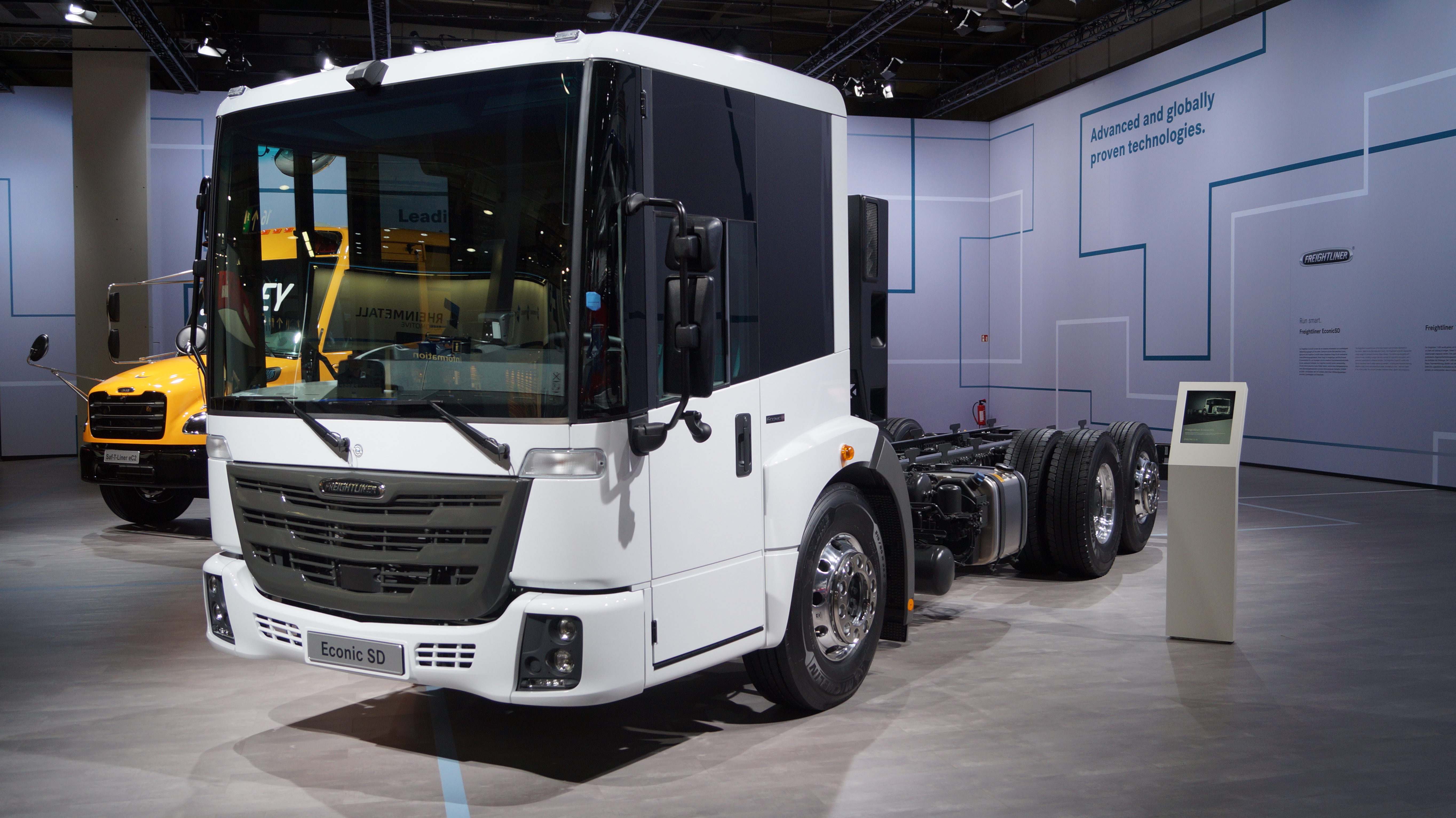
IAA2018で展示されたエコニックSD

### クラス８
- Cascadia（カスカディア ）
- eCascadia - 電気自動車
- 112SD
- EconicSD - キャブオーバーモデル（ゴミ収集車用途など）

### クラス7-8
- 114SD
- M2 112
- 108 SD

### クラス6-8
- M2 106

### クラス6-7
- eM2 - 電気自動車

### 天然ガス車両
- M2 112 Natural Gas
- 114SD Natural Gas
- Cascadia Natural Gas